# Carmen Domingo
Carmen Domingo Soriano (Barcelona, 21 de junio de 1970) es una filóloga y escritora feminista española. Autora de ensayos, novela y teatro, muchos de sus trabajos se han centrado en la investigación y divulgación de la historia de las mujeres en España. En 2022 comisarió la séptima edición del Día de las Escritoras, de la Biblioteca Nacional de España con el lema “Antes, durante y después de las guerras”. 

## Trayectoria
Licenciada en Filología Hispánica en la Universidad de Barcelona, ha trabajado como docente e investigadora en la Universidad de Ain Chock (Casablanca) (1993-1994).
Ha colaborado en diversos medios de comunicación escritos como El País, Babelia, Tinta Libre, 8TV, Le Monde diplomatique, El Viejo Topo, "Crónica Libre", Ethic o El Periódico, así como medios radiofónicos (RNE o la Cadena Ser). 
En 2022 fue comisaria en la Biblioteca Nacional del Día de las Escritoras con el tema Antes, durante y después de las guerras. Los textos seleccionados son testimonios de guerra y posguerra en conflictos bélicos. “Me dispuse a localizar mujeres que, de un modo otro, reflejaron las ‘guerras’ en sus países de origen para tratar de dar en este día una representación, tan amplia como merecida, de lo sucedido. Así, junto a plumas de nuestra literatura peninsular, como Concepción Arenal, Emilia Pardo Bazán, Carmen Martín Gaite, o Almudena Grandes, nos acompañarán la hondureña Berta Cáceres, la mexicana Rosario Castellano, la guatemalteca Alaíde Foppa, la chilena Ángela Jeria, o la argentina María Eugenia Walsh, entre otras”.
En 2023 recibió el Premio a las buenas prácticas en Periodismo de opinión, de la mano de la Associació de Dones Periodistes de Catalunya (ADPC).
En 2024 fue comisaria de la exposición "María Lejárraga: una voz en la sombra" en la Biblioteca Nacional (Madrid), que recibió el Premio Mujeres en el Arte en La Rioja 2025.

## Obra
Domingo escribe novela, teatro y ensayo. Reivindica la memoria histórica y destacan sus trabajos sobre el papel de la mujer en la historia del siglo XX de España que se inician con la publicación en 2004 de Con voz y voto. Mujer y política en España entre 1931 y 1945, Coser y cantar. Mujer y política en España entre 1949 y 1975. Dos años después publica Nosotras también hicimos la guerra  en la que reivindica el papel de las mujeres durante la guerra civil. 
En la novela Conversaciones de alcoba (2009) narra las historias de las tres mujeres más influyentes del falangismo. A ella se suman entre otras Gala-Dalí (Espasa, 2016) y No llores por mí (Storytel, 2018).
Ensayista y divulgadora, se posiciona como feminista en la defensa de los derechos de las mujeres. En Derecho a decidir. El mercado y el cuerpo de la mujer prologado por Almudena Grandes, analiza las posibilidades reales de decisión cuando se vive en la precariedad. La venta del cuerpo de las mujeres, prostitución y vientres de alquiler son consecuencia directa, considera Domingo, de esta situación que ha desarrollado un importante negocio internacional.

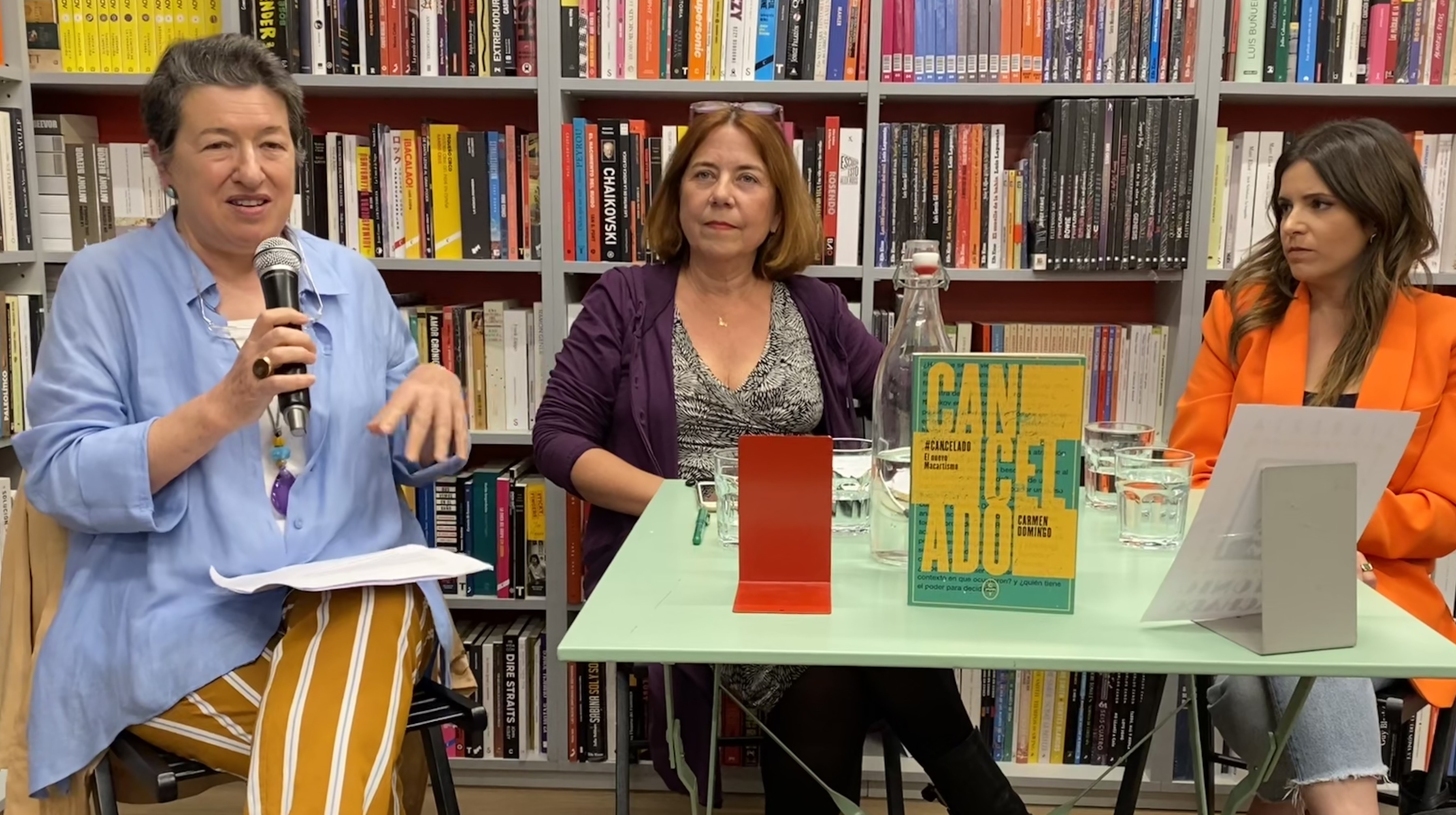
Laura Freixas y Ana Iris Simón acompañan a Carmen Domingo en la presentación de "Cancelado"

En 2023 publica Cancelado, El nuevo Macartismo un ensayo que plantea el cambio en nuestra sociedad de la realidad política por un espejismo sentimental. Habla de la cultura de la cancelación, denuncia su práctica desde la izquierda y defiende la educación para generar espíritu crítico. «La derecha no está cancelando y la izquierda sí (...) vivimos en la era del hashtag y del titular y por eso mucha gente no ahonda para saber qué está ocurriendo realmente» considerando una contradicción «defender la cancelación en aras de la democracia».

### Teatro
En 2014-2015 se estrena su primer trabajo para el teatro Yo maté a mi hija Hildegart con la que fue candidata a los Premios Max 2016 en la categoría Mejor Autor Nobel con la obra, derivada del ensayo Mi querida hija Hildegart que publicó en 2008 con la historia real de Aurora Rodríguez Carballeira, que el 9 de junio de 1933, mató a su hija Hildegart Rodríguez de cuatro disparos.
También fue finalista a los Premios Max 2017 en la categoría Mejor Autor con la obra Només són dones / Solo son mujeres dirigida por Carme Portaceli testimonios directos de cinco mujeres que sufrieron la guerra civil y la represión franquista, obra premiada con tres Premios Max.

## Publicaciones
- Guía inútil de Internet (RBA, 2001)
- No te quedes off-line (Montena, 2003)
- Cada oveja con su pareja (Urano, 2003)
- Los Flores. Artistas de ley, familia de raza (MR, 2003)
- Con voz y voto. Mujer y política en España entre 1931 y 1945 (Lumen, 2004)
- Cocina japonesa para occidentales (Océano 2005)
- Nosotras también hicimos la guerra (2006)
- Les mentides del PP (Ediciones 62, 2006)
- Los secretos de alcoba de las gueishas (Océano 2007)
- Rojo, amarillo, morado. Cuentos republicanos (Colaboración, mr Astarté 2007)
- Coser y cantar (Lumen 2007)
- Mi querida hija Hildegart (Destino 2008)
- Conversaciones de alcoba (Edebé 2009)
- Por qué las japonesas no engordan (Océano - Ámbar 2010)
- La fuga (Ediciones B 2011)
- De Fukushima a Corfú (Taketombo Books, 2014)
- Gala-Dalí (Espasa, 2016)
- No llores por mí (Storytel, 2018)
- María Teresa y sus amigos Biografía Política de María Teresa León (Atrapasueños, 2018)
- El papel de las mujeres en la política (Santillana, 2018)
- Frida (Storytel, 2019)
- Derecho a decidir. El mercado y el cuerpo de la mujer (Akal, 2020)
- Cancelado. El nuevo Macartismo (Círculo de Tiza, 2023)
- Con voz y voto. Mujer y política en España entre 1931 y 1939 (RBA, 2024) Edición corregida y aumentada
- Coser y cantar. Mujer y política en España entre 1939 y 1975 (RBA 2024) Edición corregida y aumentada

### Teatro
- Yo maté a mi hija estrenada en Barcelona, en la Sala Muntaner, temporada 2014-2015. Candidata Mejor Autor Novel, Premios Max.
- Només són dones, estrenada en Barcelona en el Teatre Nacional de Catalunya, temporada 2015-2016. Finalista Mejor Autoría, Premios Max.
- Solo son mujeres, estrenada en Madrid en el Teatro de la Abadía, temporada 2015-2016. Finalista Mejor Autoría, Premios Max.
- Red Room, estrenada en Barcelona en La Seca - Espai Brossa, temporada 2020-2021. Coautoría junto a Susanna Barranco.
- Ara parlo jo, la vida de Aurora Bertrana, estrenada en Barcelona en El Convent de Sant Agustí, temporada 2021-2022.

## Premios y reconocimientos
- 2017 finalista en la categoría Mejor Autor con la obra Només són dones / Solo son mujeres"[11]
- 2023 Premio ADPC Opinión[13]